# Potentilla schrenkiana
Potentilla schrenkiana är en rosväxtart som beskrevs av Eduard August von Regel. Potentilla schrenkiana ingår i Fingerörtssläktet som ingår i familjen rosväxter. Inga underarter finns listade i Catalogue of Life.